# Every Day and Every Night
Every Day and Every Night är en EP med det amerikanska indierock-bandet Bright Eyes. Den är bandets första EP och utgiven 1999 av Saddle Creek Records.

## Låtlista
1. "A Line Allows Progress, a Circle Does Not" – 3:25
2. "A Perfect Sonnet" – 3:41
3. "On My Way to Work" – 4:10
4. "A New Arrangement" – 5:13
5. "Neely O'Hara" – 6:22

(Alla låtar skrivna av Conor Oberst)

## Medverkande
- Conor Oberst – gitarr, sång, sampling, keyboard, basgitarr
- Mike Mogis – orgel, pedal steel guitar, vibrafon, keyboard, percussion
- Eric Bemberger – elgitarr
- Tim Kasher – bakgrundssång
- Joe Knapp – trummor, percussion, sång
- Matt Maginn – basgitarr
- AJ Mogis – piano, elektronik
- Angelina Mullikin – violin